# Mwanza Mukombo
Mwanza Mukombo (ur. 17 grudnia 1945 w prowincji Katanga, zm. 13 października 2001 w Kinszasie) – kongijski piłkarz występujący na pozycji obrońcy. Uczestnik Mistrzostw Świata 1974.

## Kariera klubowa
Podczas MŚ 1974 reprezentował barwy klubu TP Mazembe.

## Kariera reprezentacyjna
Razem z reprezentacją Zairu uczestniczył w Mistrzostwach Świata 1974. Wystąpił tam we wszystkich 3 meczach.